# Gibberula lavalleeana
Gibberula lavalleeana är en snäckart som först beskrevs av d'Orbigny 1842.  Gibberula lavalleeana ingår i släktet Gibberula och familjen Cystiscidae. Inga underarter finns listade i Catalogue of Life.